# Skupina otoka Joinville
Skupina otoka Joinville je skupina antarktičkih otoka koji leže uz sjeveroistočni vrh Antarktičkog poluotoka, od kojih je grupa otoka Joinville odvojena Antarktičkim zaljevom.

## Geografija
Otok Joinville je najveći otok u skupini. Neposredno sjeverno od otoka Joinville, odvojen kanalom Larsen, se otok D'Urville, najsjeverniji otok u skupini, nalazi na 63°05′S 56°20′W / 63.083°S 56.333°W.
Grupu otoka Joinville otkrila je 1838. francuska ekspedicija pod vodstvom kapetana Julesa Dumonta d'Urvillea.